# Stvolínky
Stvolínky (en allemand : Drum) est une commune du district de Česká Lípa, dans la région de Liberec, en Tchéquie. Sa population s'élevait à 323 habitants en 2021.

## Géographie
Stvolínky se trouve à 10 km au sud-ouest de Česká Lípa, à 47 km à l'ouest-sud-ouest de Liberec et à 62 km au nord de Prague.
La commune est limitée par Stružnice au nord, par Kozly et Holany à l'est, par Blíževedly au sud, et par Kravaře et Žandov à l'ouest.

## Histoire
La première mention écrite du village date de 1197.

## Transports
Par la route, Stvolínky se trouve à 3 km de Kravaře, à 12 km de Česká Lípa, à 61 km de Liberec et à 91 km de Prague.